# Рачинцы (село)
Рачинцы (укр. Рачинці) — село в Дунаевецком районе Хмельницкой области Украины.
Население по переписи 2001 года составляло 772 человека. Почтовый индекс — 32466. Телефонный код — 3858. Занимает площадь 2,201 км². Код КОАТУУ — 6821887501.

## Местный совет
32467, Хмельницкая обл., Дунаевецкий р-н, с. Рачинцы